# Oxyrhopus vanidicus
Oxyrhopus vanidicus (несправжня коралова змія Лінча) — вид змій родини полозових (Colubridae). Мешкає в Південній Америці.

## Поширення і екологія
Несправжні коралові змії Лінча мешкають на сході Колумбії і Еквадору, на півночі Перу і заході Бразилії. Вони живуть у вологих тропічних лісах Амазонії, на висоті від 50 до 1300 м над рівнем моря. Живляться ящірками і дрібними ссавцями. Відкладають яйця.